# Héctor Cárdenas Rodríguez
Héctor Cárdenas Rodríguez (* 1936 in Monterrey) ist ein ehemaliger mexikanischer Diplomat.

## Leben
Héctor Cárdenas Rodríguez studierte von 1953 bis 1958 Rechtswissenschaft an der Universidad Autónoma de Nuevo León. Von 1960 bis 1962 erwarb er einen Master in Politikwissenschaften an der Universität von Paris. Er trat 1963 in den auswärtigen Dienst und leitete die Öffentlichkeitsarbeit an der mexikanischen Botschaft in London.
- Von 1969 bis 1971 war er Konsul in Philadelphia, USA.
- Von 1971 bis 1973 war er Gesandtschaftssekretär an der mexikanischen Botschaft in Washington, D.C.
- Von 1975 bis 1977 war er Gesandter in Moskau.
- Von 1977 bis 1981 war er Gesandter in London.
- Von 1981 bis 1985 war er Botschafter in Dakar (Senegal) und gleichzeitig als Botschafter in Gambia und Kap Verde akkreditiert, dann von 1985 bis 1989 in Riad (Saudi-Arabien),[1] und 1995 bis 2001 in Kairo (Ägypten).[2]

2004 war er Angestellter der Financiera Rural.

## Veröffentlichungen
- Las Relaciones Soviético-mexicanas. Primeros contactos diplomáticos 1964
- Las relaciones ruso-mexicanas, 1994
- Las Repúblicas Caucásicas y del Asia Central, 1990
- Mexico y la Cuenca del Pacifico, in Política Exterrior, 1994 S. 104-106 Versuche und Grenzen engere Beziehungen zum karibischen Becken zu unterhalten, vor dem Hintergrund der US-Dominanz.